# 羅特峰 (阿爾高阿爾卑斯山脈)
47°26′35″N 10°29′59″E / 47.44306°N 10.49972°E

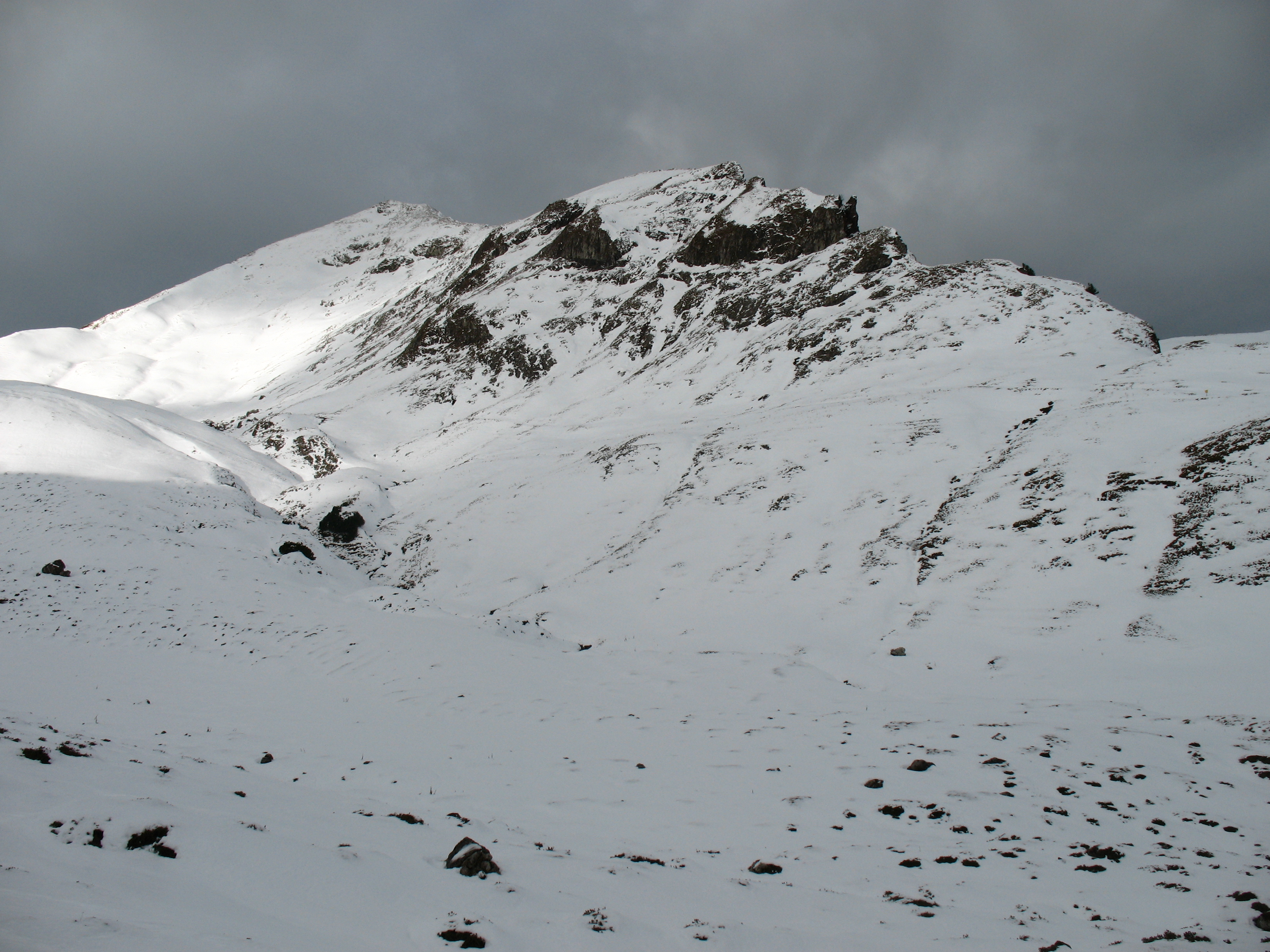

羅特峰（德語：Rote Spitze），是奧地利的山峰，位於該國西部，由蒂羅爾州負責管轄，屬於阿爾高阿爾卑斯山脈的一部分，距離凱爾伯萊峰2.2公里，海拔高度2,130米。